# 若草物語 (1933年の映画)

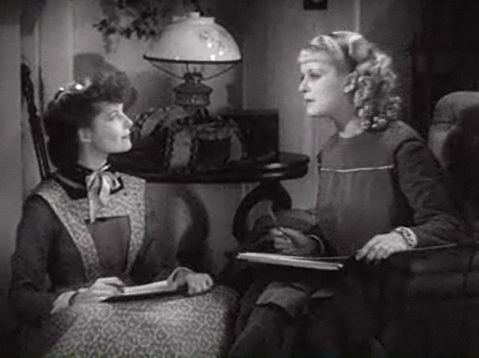
キャサリン・ヘプバーン（左）とジョーン・ベネット

『若草物語』（わかくさものがたり、Little Women）は、1933年のアメリカ合衆国のドラマ映画。監督はジョージ・キューカー、出演はキャサリン・ヘプバーンとジョーン・ベネットなど。ルイザ・メイ・オルコットの同名小説を映画化した作品である。
第2回ヴェネツィア国際映画祭で女優賞（キャサリン・ヘプバーン）を、第6回アカデミー賞で脚色賞を受賞した。

## キャスト
- ジョー: キャサリン・ヘプバーン
- エイミー: ジョーン・ベネット
- ベア教授: ポール・ルーカス
- マーチ伯母さん: エドナ・メイ・オリヴァー（英語版）
- ベス: ジーン・パーカー
- メグ: フランシス・ディー（英語版）
- ローリー: ダグラス・モンゴメリー（英語版）
- ローレンス氏: ヘンリー・スティーヴンソン（英語版）
- マーチ夫人: スプリング・バイイントン

## スタッフ
- 監督：ジョージ・キューカー
- 脚本：サラ・Y・メイソン（英語版）、ヴィクター・ヒアマン（英語版）
- 撮影：ヘンリー・ジラード
- 音楽：マックス・スタイナー
- 衣裳：ウォルター・プランケット（英語版）

## 作品の評価

### 映画批評家によるレビュー
Rotten Tomatoesによれば、18件の評論のうち高評価は89%にあたる16件、平均点は10点満点中8.4点となっている。

### 受賞歴
| 賞                                        | 部門         | 対象者                                  | 結果       |
| ----------------------------------------- | ------------ | --------------------------------------- | ---------- |
| 第2回ヴェネツィア国際映画祭               | 女優賞       | キャサリン・ヘプバーン                  | 受賞       |
| 第6回アカデミー賞                         | 作品賞       |                                         | ノミネート |
| 第6回アカデミー賞                         | 監督賞       | ジョージ・キューカー                    | ノミネート |
| 第6回アカデミー賞                         | 脚色賞       | サラ・Y・メイソン、ヴィクター・ヒアマン | 受賞       |
| 第5回ナショナル・ボード・オブ・レビュー賞 | トップ10作品 |                                         | 選出       |